# NGC 2769
NGC 2769 est une galaxie spirale située dans la constellation de la Grande Ourse. NGC 2769 a été découverte par l'astronome britannique John Herschel en 1831.

## Caractéristiques
Sa vitesse par rapport au fond diffus cosmologique est de 4 985 ± 12 km/s, ce qui correspond à une distance de Hubble de 73,5 ± 5,2 Mpc (∼240 millions d'al).
À ce jour, trois mesures non basées sur le décalage vers le rouge (redshift) donnent une distance de 34,800 ± 1,778 Mpc (∼114 millions d'al), ce qui est loin à l'extérieur des valeurs de la distance de Hubble. Notons cependant que c'est avec la valeur moyenne des mesures indépendantes, lorsqu'elles existent, que la base de données NASA/IPAC calcule le diamètre d'une galaxie et qu'en conséquence le diamètre de NGC 2769 pourrait être d'environ 50,0 kpc (∼163 000 al) si on utilisait la distance de Hubble pour le calculer. 
La classe de luminosité de NGC 2769 est I et elle présente une large raie HI. Selon la base de données Simbad, NGC 2769 est une galaxie LINER, c'est-à-dire une galaxie dont le noyau présente un spectre d'émission caractérisé par de larges raies d'atomes faiblement ionisés.

## Groupe de NGC 2857
NGC 2769 fait partie du groupe de NGC 2857. Cinq galaxies du catalogue NGC (NGC 2693, NGC 2694, NGC 2769, NGC 2771 et NGC 2857) et six galaxies du catalogue UGC sont inscrites dans l'article de Garcia. Les galaxies NGC 2769 et NGC 2771 sont aussi inscrites dans un article d'Abraham Mahtessian paru en 1998. Mahtessian ajoute la galaxie NGC 2767 à ce groupe.